# Vitaliya Koroliova
Vitaliya Nikoláyevna Koroliova –en ruso, Виталия Николаевна Королёва– (Moscú, 27 de mayo de 2001) es una deportista rusa que compite en saltos de trampolín.
Ganó cinco medallas en el Campeonato Europeo de Natación, en los años 2019 y 2021.

## Palmarés internacional
| Campeonato Europeo | Campeonato Europeo | Campeonato Europeo | Campeonato Europeo         |
| Año                | Lugar              | Medalla            | Prueba                     |
| ------------------ | ------------------ | ------------------ | -------------------------- |
| 2019               | Kiev (Ucrania)     | Medalla de oro     | Trampolín 3 m              |
| 2019               | Kiev (Ucrania)     | Medalla de oro     | Trampolín 3 m sincro       |
| 2019               | Kiev (Ucrania)     | Medalla de plata   | Equipo mixto               |
| 2021               | Budapest (Hungría) | Medalla de bronce  | Trampolín 3 m sincro       |
| 2021               | Budapest (Hungría) | Medalla de bronce  | Trampolín 3 m sincro mixto |